# 余联兵
余联兵（1972年4月23日—2019年5月2日），四川达州渠县狮子村人，中华人民共和国企业家，曾任优速快递董事长兼总裁。他领导优速快递将业务重心转向大包裹业务，被称为“大包裹之王”。

## 生平
余联兵生于四川达州渠县狮子村，家境普通。有说法称，余家有经商传统。他的父亲余义华是一位石匠。余联兵是家中长子，有两个弟弟。他的小学、初中时代在拱市乡中心校度过，初中没有读完。据同村人回忆，余联华在学校成绩不好，但老师、同学对他印象不错。村里人回忆，余联兵勤快能干，七八岁时就为父母做饭。
17岁时，余联兵带着300元人民币来到深圳，当过送货员、建筑工、火车票和机票售票员。1992年，他开始创业，经营过票务代理、国际快递代理。据同村人说，他还在深圳开过餐馆、大排档。1998年，余联兵当上了深圳市宇鹏顺实业航空票务有限公司董事长兼总经理。他认为中国快递行业拥有广阔前景，因而选择主要在快递领域发展。他曾当过联邦快递代理商。2002年2009年，他参与创办了速尔快递、龙邦快递。
2009年，余联兵在东莞虎门创立了优速快递，担任董事长。2013年11月，公司总部迁往上海青浦。报道称，自2010年至2016年，优速快递的快递件数增长了8倍、快递重量增长5倍、公司收入增长了9倍，进入中国民营快递公司前十位。然而，由于中国快递市场竞争加剧，作为二线品牌的优速快递面临更大的生存压力。2015年8月，优速快递决定实施战略转型，转向大包裹，主打单件重量在3千克至50千克的大包裹。2016年6月，优速快递进行A轮融资，总额超过3亿元人民币，投资方为钟鼎创投、嘉里物流（中国）投资有限公司、福建省拓锋投资管理有限公司。2016年11月11日，优速快递当日货量突破一万吨。2017年1月1日，优速快递宣布获得完成A+轮融资，A+轮融资连同银行授信总额为20亿元人民币。A+轮投资者为普洛斯投资管理（中国）有限公司。2019年1月3日，优速快递召开九周年庆典大会，余联兵在会上宣布公司在大包裹市场占有率排名第一，公司获20亿元人民币授信；2018年，优速限时达业务占营业收入的60%，大包裹业务占营收的80%；自2018年9月起，公司涨价12次，货量却增加了，优速已从2018年12月开始盈利。1月下旬，媒体披露优速获得数亿元人民币融资，投资方包括此前参与A+轮融资的普洛斯。余联兵计划在2019年大力发展IT、自动化、智能化；他希望2019年优速货量、收入增长35%，网点数量超过一万个，营业收入超过一百亿人民币。
余联兵被评为2013年中国电子商务物流年度人物。2016年、2017年他连续两年获得中国快递魅力人物奖。
媒体查询天眼查网站发现，截至2019年5月，余联兵是127家公司的实际控制人，其中包括优速系的多家公司；他还是11家公司的法定代表人，9家公司的高管。逝世前，余联兵直接持有优速快递公司39%的股份，加上间接持股，他共有优速快递约40.9%的股份，是优速快递的第一大股东、实际控制人。据优速快递官方网站信息，优速在中国有97个分拔中心、超过六千个营业网点、七万多名员工、两万多辆运输车辆。
2019年5月3日，优速快递在公司内部发布公告称董事长兼总裁余联兵于5月2日12时许意外去世，优速创始人之一、香港优速董事长莫浩强继任总裁。上海新闻综合台报道称，当天余联兵与妻子在上海市青浦区赵巷镇镇泽路的家中发生争执。余妻的亲属来到这里找人，并曾试图强行进入。随后，警方赶到并拉起警戒线。当警方打开房门时，余联兵与妻子已经双双身亡。

## 家庭
余联兵与前妻育有一儿一女，均已成年。2015年5月2日，他与董杰结婚。董杰比余联兵小15岁。两人有一个孩子。他与妻子逝世的日子正是二人结婚四周年的纪念日。

## 備註
1. ↑  授信方为中国银行、平安银行、中国民生银行、宁波通商银行、广州农商银行、普洛斯融资租赁有限公司、中民融资租赁有限公司。[12]
2. ↑  授信方为上海银行、中国银行、民生银行等。[13]